# Scenbelysning

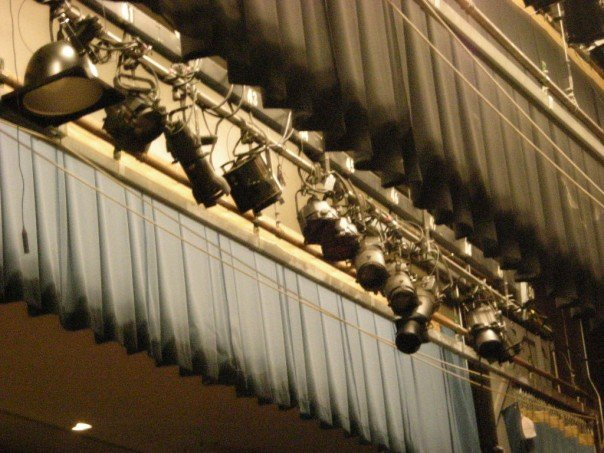
Apparatur för scenbelysning.

Inom scenteknik innebär scenbelysning belysning av scenen. Scenbelysning är nödvändigt för att framhäva scenen och det som står på den, respektive dölja oönskade element. I scenbelysning ingår oftast frontljus, sidoljus och bakljus.  
Utifrån dessa förutsättningar kan man skapa fokus, stämningar och känslor.  
Frontljus är det ljus som faller rakt fram mot scenen. De lampor man vanligtvis använder till detta ändamål går under det gemensamma namnet "profiler". Profilerna hänger framför scenen ovanför publiken, oftast riktade så att vänster profil belyser högra scenhalvan och vice versa, då detta ger den mest naturliga återgivningen av artist/aktör eller föremål.
Sidoljus är lika viktigt för scenbilden. Sidoljus placerar man från scenens högra sida riktat mot den vänstra scenhalvan precis som med frontljuset.
Bakljuset hänger ofta på scenens bakersta rå. Bakljusets funktion är att skapa en "tredimensionell" bild av scenen, och lyfta fram artisten/aktören eller föremålet.
Rampljus är belysning vid scenens kant mot publiken. 